# Ang Snguon
Neak Ang Snguon (tiếng Khmer: អ្នកអង្គស្ងួន, tiếng Việt: Nặc Nguyên, chữ Hán: 匿原, tiếng Anh: Chey Chettha V hoặc Chey Chettha VII, 1709-1757), tên húy là Ang Snguon tức Nặc Ong Nguyên (匿螉原), là vị Quốc vương Chân Lạp từ năm 1748 đến 1757.
Nặc Nguyên được biết đến trong sử Việt là vị quốc vương Chân Lạp đã thua trận và dâng hai phủ Tầm Bôn và Lôi Lạt để tạ tội với triều Việt.

## Tiểu sử
Nặc Nguyên là con thứ hai của quốc vương Nặc Thâm.
Mùa hè năm Mậu Thìn 1748, Nặc Nguyên, cùng cận thần Cao La Hâm (bộ trưởng Hải quân) và quan Ốc đột Lục Mân, cầu viện quân Xiêm đánh đuổi quốc vương Nặc Tha chiếm ngôi vua Chân Lạp. Nặc Tha thua trận, chạy sang thành Gia Định cầu cứu triều Việt nhưng bệnh và mất tại đây.
Sau khi lên ngôi, Nặc Nguyên thường đem binh lấn hiếp nhóm người Côn Man, là nhóm di dân người Chăm đã được quốc vương Nặc Thu cho đến ngụ cư tại Lovek (phủ La Bích) trước đây. Về phía Bắc, Nặc Nguyên lại thông sứ với Chúa Trịnh Doanh (1740-1767) để lập mưu đánh Chúa Nguyễn quyết giành lại vùng đất Thủy Chân Lạp.
Vì việc này, chúa Nguyễn Võ vương Nguyễn Phúc Khoát quyết định chinh phạt Chân Lạp. Cuộc chinh phạt này bắt đầu từ năm 1753 và kết thúc vào năm 1756 dẫn đến việc quốc vương Nặc Nguyên thua trận và dâng hai phủ Tầm Bôn và Lôi Lạt để tạ tội với triều Việt.
Năm Đinh Sửu 1757, Nặc Nguyên mất. Một người chú họ của quốc vương là Nặc Nhuận (chữ Hán: 匿 潤) làm Giám quốc, tạm nắm quyền điều hành việc nước. Biên thần triều tấu với Chúa Võ phong Nặc Nhuận làm quốc vương Chân Lạp để ổn định biên cương, Chúa Võ bắt phải hiến đất hai phủ Trà Vang, Ba Thắc mới chuẩn cho lập ngôi.
Song sang năm Mậu Dần 1758, Nặc Nhuận bị rể là Nặc Hinh (chữ Hán: 匿 馨) nổi loạn giết chết cướp ngôi. Con của Nặc Nhuận là Nặc Tôn (chữ Hán: 匿 尊) lánh nạn tại Hà Tiên và nhờ Mạc Thiên Tứ cầu cứu với chúa Nguyễn là Võ vương Nguyễn Phúc Khoát đánh đuổi Nặc Hinh giành lại ngôi vua Chân Lạp.